# Małaja Kazakbajewa
Małaja Kazakbajewa (ros. Малая Казакбаева) – wieś (dieriewnia) w Rosji, w obwodzie czelabińskim, w rejonie kunaszackim. W 2021 liczyła 116 mieszkańców.